# الاحتلال الألماني لإستونيا إبان الحرب العالمية الثانية

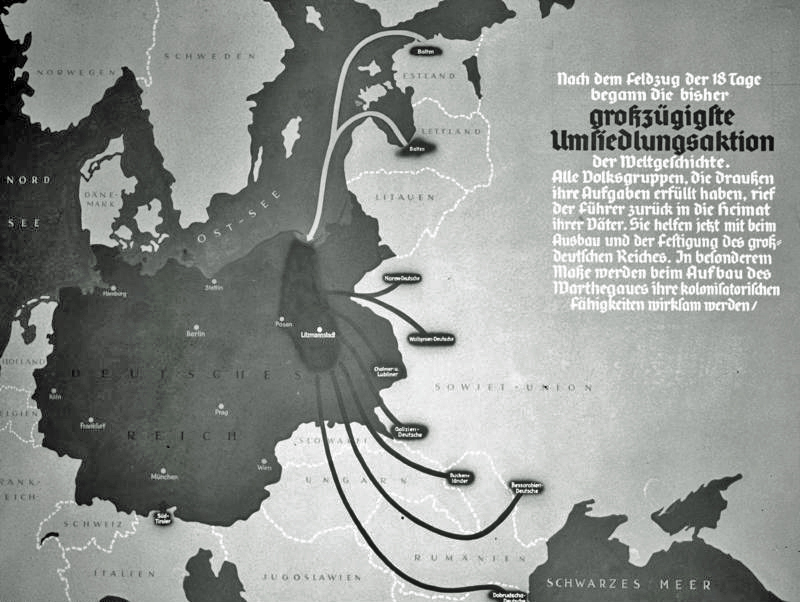

بعدما غزت ألمانيا النازية الاتحاد السوفيتي في الثاني والعشرين من شهر يونيو عام 1941، وصلت مجموعة الجيوش الشمالية إلى إستونيا في شهر يوليو. في البداية، اعتبر معظم الإستونيين أن الجيوش الألمانية قادمة لتحريرهم من الاتحاد السوفيتي والقمع الممارس ضدهم، فحينها وصل الألمان بعد مضي أسبوع فقط على أول ترحيلٍ جماعي من دول البلطيق. أمل البعض باستعادة استقلال البلاد، لكنهم أدركوا بعد فترة قصيرة أن الألمان ليسوا سوى محتلٍ جديد. نهب الألمان البلاد لتمويل مساعيهم الحربية، وأطلقوا العنان لهولوكوست آخر في إستونيا، قتلوا خلاله -مع معاونيهم- عشرات آلاف الإستونيين (إستونيون أصليون والإستونيون اليهود والغجر والإستونيون الروس وسجناء الحرب السوفيت واليهود من دول أخرى، بالإضافة إلى أشخاصٍ آخرين). خلال فترة الاحتلال الألماني، ضُمت إستونيا إلى مقاطعة أُستلاند الألمانية.

## الاحتلال
غزت ألمانيا النازية الاتحاد السوفيتي في الثاني والعشرين من شهر يونيو عام 1941. بعد ثلاثة أيامٍ من الاحتلال، أي في الخامس والعشرين من شهر يونيو، أعلنت فنلندا الحرب على الاتحاد السوفيتي مجدداً، وبدأت بذلك حرب الاستمرار. في الثالث من شهر يوليو، دعا جوزيف ستالين في خطابٍ له على الراديو إلى تطبيق سياسة الأرض المحروقة في المناطق المهجورة. وبما أن المناطق الواقعة في أقصى شمال دول البلطيق هي آخر ما سيصل إليه الألمان، كان لكتائب الدمار السوفيتية تأثيرٌ أقوى في تلك المناطق. ألحقت إخوة الغابة الإستونية، وهي جماعة حربية يبلغ عدد أعضائها نحو 50 ألف جندي، بالسوفيت خسائر شديدة، فقُتل نحو 4800 واعتُقل 14 ألف سوفيتي.
لم يعبر الألمان الحدود الجنوبية لإستونيا حتى السابع والتاسع من شهر يوليو، لكن الجنود الإستونيين، الذين انشقوا عن الكتائب السوفيتية بأعداد كبيرة، بدؤوا إطلاق النار على الجيش الأحمر منذ الثاني والعشرين من شهر يونيو. في ذاك اليوم، هاجمت مجموعة من إخوة الغابة شاحنات سوفيتية على الطريق في مقاطعة هاريو. خسرت كتيبة البندقية الثانية والعشرين أكبر عددٍ من الجنود، بالإضافة لانشقاق مجموعة كبيرة من الجنود الإستونيين. وفوق ذلك، عمل معظم حرس الحدود في إستونيا السوفيتية سابقاً على استقلال بلدهم، لذا انشقوا وفروا إلى الغابات، وأصبحوا إحدى أفضل مجموعات المقاتلين الإستونيين. كتب يوهان يايك، وهو كاتبٌ إستوني، في عام 1941: «في هذه الأيام، أصبحت المستنقعات والغابات مأهولة أكثر من المزارع والحقول. الغابات والمستنقعات هي أرضنا، بينما الحقول والمزارع تخضع لاحتلال العدو (السوفيت)».
انسحب الجيش الثامن (بقيادة اللواء ليوبوفتسيف) أمام الكتيبة الثانية للجيش الألماني وخلف خط نهري بارنو وإمايغي في الثاني عشر من شهر يوليو. وعندما تقدمت الجيوش الألمانية نحو تارتو في العاشر من يوليو واستعدت لمعركة أخرى مع السوفيت، أدرك الألمان أن المحاربين الإستونيين بدؤوا قتالهم مع الجيوش السوفيتية. أوقفت الفيرماخت (القوات المسلحة) تقدمها وعلّقت الهجوم، وتركت الإستونيين يحاربون السوفيت. استمرت معركة تارتو أسبوعين، ودمّرت معظم أجزاء المدينة. طرد المحاربون الإستونيون -تحت قيادة فريدريتش كورغ- السوفيت من تارتو لوحدهم. في تلك الأثناء، قتل السوفيت مواطنين إستونيين احتُجزوا في سجن تارتو، فتوفي 192 شخصاً قبل أن يستولي الإستونيون على المدينة.
بحلول نهاية شهر يوليو، استكمل الألمان تقدمهم في إستونيا وتعاونوا مع إخوة الغابة الإستونية. استولى الجنود الألمان والمحاربون الإستونيون على نارفا في السابع عشر من شهر أغسطس، واستولوا على العاصمة تالين في الثامن والعشرين، وأُنزل العلم السوفيتي المرفوع على برج بيك هيرمان واستُبدل بعلم إستونيا الذي رفعه فريد إيزا. وعقب طرد السوفيت خارج إستونيا، عمل الجيش الألماني على نزع السلاح من كافة الجماعات المحاربة الإستونية. وبعد فترة قصيرة، استُبدل العلم الإستوني بعلم ألمانيا النازية، وفُصل الجنود الإستونيون -البالغ عددهم ألفي جندي، والذين شاركوا في الاستعراض العسكري في تارتو (29 يوليو)- من الخدمة.
استقبل معظم الإستونيين الجنود الألمان بترجيب شديد، وأملوا أن يستعيدوا استقلال بلادهم. تأسست حكومة في إستونيا بقيادة يوري يولوتس حالما انسحب النظام السوفيتي وقبل وصول الجنود الألمان، وذلك بفضل المحاربين الإستونيين الذين طردوا السوفيت من تارتو. ذهبت كل أحلام الإستونيين هباءً عندما وضع الألمان خططهم المعروفة باسم جنرالبلان أوست، فحلّوا الحكومة المؤقتة وأصبحت إستونيا جزءًا من ولاية أوستلاند الخاضعة للاحتلال الألماني. تأسست أيضًا شرطة الأمن لضمان الأمن الداخلي تحت قيادة آين–إرفين ميري.
في شهر أبريل من عام 1941، وعشية الغزو الألماني، نفّذ ألفريد روزنبرغ مخططاته المخصصة للشرق، وروزنبرغ هو مفوّض الرايخ للأراضي الشرقية المحتلة، وهو ألماني بلطيقي وُلد وترعرع في تالين في إستونيا. ووفقًا لمخططات روزنبرغ، وُضعت سياسة مستقبلية للمنطقة تمثلت بـ :
1. ألمنة العناصر (أو الأفراد) «الملائمة عرقياً».
2. استعمار المنطقة بالشعب الألماني.
3. نفي وتهجير العناصر غير المرغوبة.

شعر روزنبرغ أن «الإستونيين هم الشعب الأقرب للألمان من بين الشعوب التي تعيش في منطقة البلطيق، فحقق الإستونيون نسبة 50 بالمئة من الألمنة جراء تأثير الدنماركيين والسويديين والألمان». أما الإستونيون غير الملائمين، فجرى ترحيلهم إلى منطقة أطلق عليها روزنبرغ اسم «بايبوسلاند» ليأتي مكانهم مستوطنون ألمان.
جرى ترحيل 50 بالمئة من الإستونيين وفقًا لخطة جنرالبلان أوست الألمانية، كذلك بدأت عملية إبادة جميع اليهود في إستونيا.
تراجع ذلك الحماس الذي رافق بدايةً تحرير إستونيا من قبضة الاحتلال السوفيتي نتيجة سياسات الألمان، ولم يستطع الألمان تجنيد سوى نسبة محدودة من المتطوعين. بدأ التجنيد عام 1942، وفرّ نحو 3400 رجلٍ نحو فنلندا للقتال إلى جانب الجيش الفنلندي بدلًا من الالتحاق بالجيش الألماني. تشكّل فوج المشاة الفنلندي 200 من المتطوعين الإستونيين في فنلندا.
عندما أصبح انتصار الحلفاء على ألمانيا وشيكًا عام 1944، كان الحل الوحيد لإنقاذ استقلال إستونيا هو تجنّب غزوٍ سوفيتي جديد حتى تعلن ألمانيا استسلامها.

## المقاومة السياسية
في شهر يونيو من عام 1924، عقد القادة السياسيون الإستونيون، والذين نجوا من القمع السوفيتي، لقاءً سريًا خفيًا عن القوات المحتلة لإستونيا، وقرروا فيه تشكيل حكومة إستونية سرية وناقشوا الخيارات المتاحة للحفاظ على استمرارية الجمهورية.
في السادس من شهر يناير عام 1943، عُقد اجتماعٌ آخر في المفوضية الإستونية في ستوكهولم. وقرر المجتمعون وجوب استمرار يوري يولوتس، آخر رئيس وزراء دستوري للبلاد، بأداء مسؤولياته السياسية في منصب رئيس الوزراء حتى يضمنوا الاستمرار القانوني والشرعي لجمهورية إستونيا.
وعند انسحاب الألمان في الثامن عشر من شهر سبتمبر عام 1944، شكّل يوري يولوتس حكومة بقيادة نائب رئيس الوزراء أوتو تيف. في العشرين من سبتمبر، استُبدل العلم النازي على برج بيك هيرمان بعلم إستونيا ثلاثي الألوان. لكن في الثاني والعشرين من سبتمبر، استولى الجيش الأحمر على تالين واستُبدل العلم الإستوني مرة أخرى بالعلم السوفيتي. هربت الحكومة الإستونية السرية، التي لم يعترف بها الألمان ولا السوفيت، إلى ستوكهولم في السويد واستمرّت في عملها من المنفى حتى عام 1992، عندما عرض هينرتيش مارك، رئيس وزراء جمهورية إستونيا المفوض عن الرئيس في المنفى، أوراق اعتماده لرئيس إستونيا المنتخب حديثًا لينارت ميري. في الثالث والعشرين من شهر فبراير، أُنزل علم إستونيا الخاص بجمهورية إستونيا السوفيتية من أعلى برج بيك هيرمان، واستُبدل بعلم إستونيا ليحدد يوم استقلال البلاد، والواقع في الرابع والعشرين من شهر فبراير عام 1989.